# Pinassa de la Vall Jussana

La Pinassa de la Vall Jussana, respecte del terme de Castellcir

La Pinassa de la Vall Jussana és un arbre monumental del terme municipal de Castellcir, a la comarca del Moianès.
És a l'extrem sud-occidental del terme, a tocar del termenal amb Castellterçol. És a l'extrem sud-est del Camp de la Bauma, a ponent del Bosc de Can Sants i al sud-est de la masia de la Vall Jussana. Es troba a prop i a l'esquerra del torrent de la Vall Jussana, al sud-oest del poble de Castellcir.